# Elizabeth Bruenig
Elizabeth Bruenig (mais conhecida como Stoker; Arlington, 6 de dezembro de 1990) é uma jornalista americana que trabalha como escritora de opinião para o The Atlantic. Ela trabalhou anteriormente na coluna de opinião para o The New York Times, e como redatora de opinião e editora The Washington Post, onde escreveu sobre ética, política, teologia e economia, e onde foi finalista do Prêmio Pulitzer de Escrita Especial em 2019.

## Primeiros anos e educação
Bruenig nasceu em Arlington, no Texas. Ela frequentou a Martin High School. Ela se formou na Universidade Brandeis em 2013 com um diploma de bacharel em artes com dupla especialização em inglês e sociologia e especialização em estudos judaicos e do Oriente Próximo. Como recebedora da Marshall Scholarship, ela estudou no Jesus College da Universidade de Cambridge, onde obteve um mestrado em filosofia em teologia cristã, sob a supervisão de John Hughes. Ela foi nomeada Presidential Fellow em 2014–2015 na Universidade Brown, onde foi doutoranda em ciências da religião, mas deixou Brown sem um diploma em 2015.

## Carreira
Bruenig foi uma redatora de opinião e editora do The Washington Post, The New York Times, e agora escreve para o The Atlantic. Ela escreve sobre ética, política, teologia e economia. Anteriormente, ela foi redatora da The New Republic. Com seu marido Matt, Bruenig co-apresenta um podcast The Bruenigs. No passado, eles publicaram juntos para The Atlantic. Ela também foi colaboradora do programa de rádio Left, Right, & Center. Em 12 de maio de 2021, foi anunciado que ela partiria do NYT para o The Atlantic no final do mês.
Bruenig foi descrito como estando na "esquerda católica" por Rod Dreher em The American Conservative. Em um perfil publicado pela Washington Monthly, ela é descrita como "a mais notável de um grupo pequeno, mas cada vez mais visível, de jovens escritores que defendem descaradamente o socialismo democrático". Em um artigo no Deseret News, Lois Collins definiu Bruenig como "acabado de sair de Bernie Sanders em economia, abertamente religioso e silenciosamente antiaborto".
Em setembro de 2018, Bruenig descreveu uma agressão sexual em 2006 a uma mulher chamada Amber Wyatt na Martin High School em Arlington, a alma mater de Bruenig, em uma história para o Post, descrevendo as repercussões do ataque. Ela começou a rastrear os detalhes da história de Wyatt em 2015. Em 2019, Bruenig foi nomeada finalista do Prêmio Pulitzer em Reportagem, por uma de suas peças cobrindo a agressão sexual de Wyatt, "O que devemos a ela agora?" A citação dizia: "Por reflexões eloquentes sobre o exílio de uma adolescente vítima de agressão sexual na cidade natal do autor no Texas, investigando com autoridade moral por que o crime permaneceu impune".
Bruenig foi mencionada na edição de 2019 da lista 30 Under 30, da revista Forbes.

## Vida pessoal
Bruenig foi criada como metodista, mas se converteu ao catolicismo depois de estudar teologia cristã e o trabalho de Santo Agostinho de Hipona na universidade, tornando-se confirmada na Igreja Católica em 2014. Bruenig se casou com Matt Bruenig, a quem ela conheceu em sua equipe de debate do ensino médio em Arlington, em 2014. Eles têm duas filhas juntos. Para Dia das Mães em 2021, Bruenig escreveu um artigo de opinião no The New York Times intitulado "Eu me tornei mãe aos 25 anos e não sinto muito por não ter esperado"; ela disse que "mais do que qualquer decisão na minha vida, ter filhos me fez feliz".

## Obras publicadas
- "Taking Augustine as Guide". In Schwindt, Daniel (ed.). Radically Catholic in the Age of Francis: An Anthology of Visions for the Future (em inglês). Valparaiso, Indiana: Solidarity Hall Press. 2015. ISBN 978-0-692-40977-0.
- "Igreja". Em McElwee, Joshua J.; Madeira, Cindy (eds. ). Um Papa Francisco Lexicon (em inglês). Collegeville, Minnesota: Liturgical Press. 2018. pág. 15-17. ISBN 978-0-8146-4545-1